# Ryssby landskommun, Kalmar län
Ryssby landskommun var en tidigare kommun i Kalmar län.

## Administrativ historik
Den 1 januari 1863 började kommunalförordningarna gälla och då inrättades cirka 2 500 kommuner (städer, köpingar och landskommuner), tillsammans täckande hela landets yta.
I Ryssby socken i Norra Möre härad i Småland inrättades då denna kommun.
Den påverkades inte av den landsomfattande kommunreformen 1952. Ryssby kom att ingå i Kalmar kommunblock, där sammanläggningen till nuvarande Kalmar kommun genomfördes år 1971.
Kommunkoden 1952-1970 var 0826.

### Kyrklig tillhörighet
I kyrkligt hänseende tillhörde kommunen Ryssby församling.

## Geografi
Ryssby landskommun omfattade den 1 januari 1952 en areal av 165,30 km², varav 164,91 km² land.

### Tätorter i kommunen 1960
I Ryssby landskommun fanns tätorten Rockneby, som hade 703 invånare den 1 november 1960. Tätortsgraden i kommunen var då 33,4 procent.

## Politik

### Mandatfördelning i valen 1938-1966
| 10 | 11 |

| 21 |

| 11 | 10 |

| 21 |

| 11 | 10 |

| 21 |

| 11 | 10 |

| 20 |

| 9 | 3 | 2 | 7 |

| 19 |

| 9 | 3 | 1 | 8 |

| 20 |

| 10 | 4 | 1 | 6 |

| 20 |

| 9 | 4 | 2 | 6 |

| 21 |